# Albert Rudolph (Politiker)
Wilhelm Carl Albert Rudolph (* 14. Juli 1875 in Erfurt; † 20. September 1944 in Esslingen) war ein deutscher sozialdemokratischer Politiker und Abgeordneter des Landtags des Freistaats Sachsen-Weimar-Eisenach.

## Leben
Rudolph war der Sohn des Wagenmeisters und Eisenbahnschaffners Carl Albert Rudolph und seiner Frau Wilhelmine Schlegel. Er machte eine Lehre als Maschinenbauer, bildete sich im Selbststudium fort und wurde sowohl SPD- als auch Gewerkschaftsmitglied. Sein politisches Engagement für die Belange der Arbeiter hatte immer wieder Entlassungen zur Folge. Nachdem Rudolph 1897 als Maschinenbauer in Wilhelmshaven-Bant entlassen worden war, wandte er sich ganz der Arbeit in der Arbeiterbewegung zu. Zunächst arbeitete er als Redakteur in Wilhelmshaven-Bant, Erfurt, Stuttgart, Nürnberg und Frankfurt a. M. In Nürnberg wurde er 1903 wegen Beleidigung des Magistrats und des Bürgermeisters zu vier Monaten Gefängnis verurteilt. 1907 nahm er zum ersten Mal an einem Parteitag der SPD teil, auf den beiden folgenden Parteitagen arbeitete er auch aktiv mit. In Frankfurt a. M. wurde Rudolph zum Stadtverordneten gewählt.
Am 27. Dezember 1899 heiratete Rudolph in Berlin Amalie Stahl, die ebenfalls in der SPD aktiv war. Aus der Ehe gingen zwei Söhne hervor.
1912 zogen die Rudolphs nach Jena, hier arbeitete Albert als Redakteur der Weimarischen Volkszeitung. Im Ersten Weltkrieg war er nur von Juli 1915 bis Januar 1916 als Soldat eingesetzt. In der Zeit der Novemberrevolution war er Vorsitzender des örtlichen Arbeiter- und Soldatenrats. Einen besonderen Schwerpunkt legte Rudolph auf die Demokratisierung der Bildungseinrichtungen, so wurde in Jena ein eigener Lehrerrat gebildet und eine Volkshochschule ins Leben gerufen, in der Rudolph auch selbst aktiv war.
1919 zogen Albert Rudolph und seine Frau Amalie bei den ersten demokratischen Wahlen für die MSPD in den Landtag von Sachsen-Weimar-Eisenach ein. Albert Rudolph wurde daneben auch Vorsitzender eines Zwölfer-Ausschusses zur Vorbereitung der staatlichen Vereinigung Thüringens. Im Oktober 1919 wurde Rudolph dann Leiter des Presseamts Thüringen, wodurch er auch Mitglied des Volksrates von Thüringen wurde. Nach dem Zusammenschluss der thüringischen Staaten am 4. Januar 1920 gehörte Rudolph der Regierung und dem Parlament nicht mehr an. Bis 1922 war er jedoch Staatsrat im Staatsministerium Thüringen bzw. Staatsrat der Gebietsregierung, bevor er als Staatsrat ins Thüringische Ministerium für Volksbildung wechselte. Nach der Wahlniederlage von 1924 und dem Ausscheiden der SPD aus der Regierung endete auch Rudolphs aktive politische Laufbahn. Er wurde in den Wartestand versetzt.
Albert Rudolph widmete sich nun der politischen Bildung und unterrichtete an der Heimvolkshochschule Tinz und als Wanderlehrer für die SPD. Diese Tätigkeit endete mit der sogenannten Machtergreifung der NSDAP Ende Januar 1933. Aufgrund des Gesetzes zur Wiederherstellung des Berufsbeamtentums wurde er in den Ruhestand versetzt. Rudolph zog nach Süddeutschland und lebte in Stuttgart und Nellingen bei Esslingen.

## Schriften
- Wie ich flügge wurde: Jugenderinnerungen eines Arbeiters. Dietz, Stuttgart 1916 (zuerst erschienen unter dem Titel "Jugenderinnerungen eines Arbeiters". In: Arbeiter-Jugend, Bd. 4 (1912), Heft 4, S. 210 (Digitalisat), mehrere Fortsetzungen im gleichen Jahrgang).